# Jalometalli Winterfest
Jalometalli Winterfest – coroczny festiwal muzyki heavymetalowej odbywający się od 2006 w miejscowości Oulu w Finlandii. Jest to zimowa edycja festiwalu Jalometalli Metal Music Festival.

## Historia występów

### 2006
(21 stycznia)
- The Black League, Amoral, Diamanthian, Maple Cross, Catamenia, Ghost Machinery, To the Darker Grounds

### 2007
(24 lutego)
- Moonsorrow, MyGRAIN, Wrathage, Impish, Hebosagil, Deathchain

### 2008
(marzec)
- Impaled Nazarene, Korpiklaani, Metsatöll, Before the Dawn, Shade Empire, Sear, Mors Subita

### 2009
(20-21 stycznia)
- Dzień pierwszy: Napalm Death, Sotajumala, The Final Harvest, Napoleon Skullfukk
- Dzień drugi: Tarot, Sabaton, Kiuas, Agonizer